# Topador
Topador ist eine Ortschaft im Norden Uruguays. 

## Geographie
Die kleine Siedlung liegt im nördlichen Teil des Departamento Artigas in dessen 4. Sektor in der Cuchilla Yacaré Cururú. Im Ort entspringt der Arroyo Yacaré Grande, nordöstlich von Topador der Arroyo Yacot, südöstlich der Arroyo Guaviyú. Nördlich des Ortes befindet sich ein gleichnamiger, 149 Meter hoher Hügel, der Cerro Topador. Die nächstgelegenen größeren Ansiedlungen sind Bernabé Rivera im Westen und Javier de Viana in südsüdöstlicher Richtung.

## Einwohner
Topador hat 124 Einwohner, davon 65 Männer und 59 Frauen (Stand: 2011).
| Jahr | Einwohner |
| ---- | --------- |
| 1963 | 186       |
| 1975 | 151       |
| 1985 | 161       |
| 1996 | 173       |
| 2004 | 205       |
| 2011 | 124       |

Quelle: Instituto Nacional de Estadística de Uruguay